# HD 269810

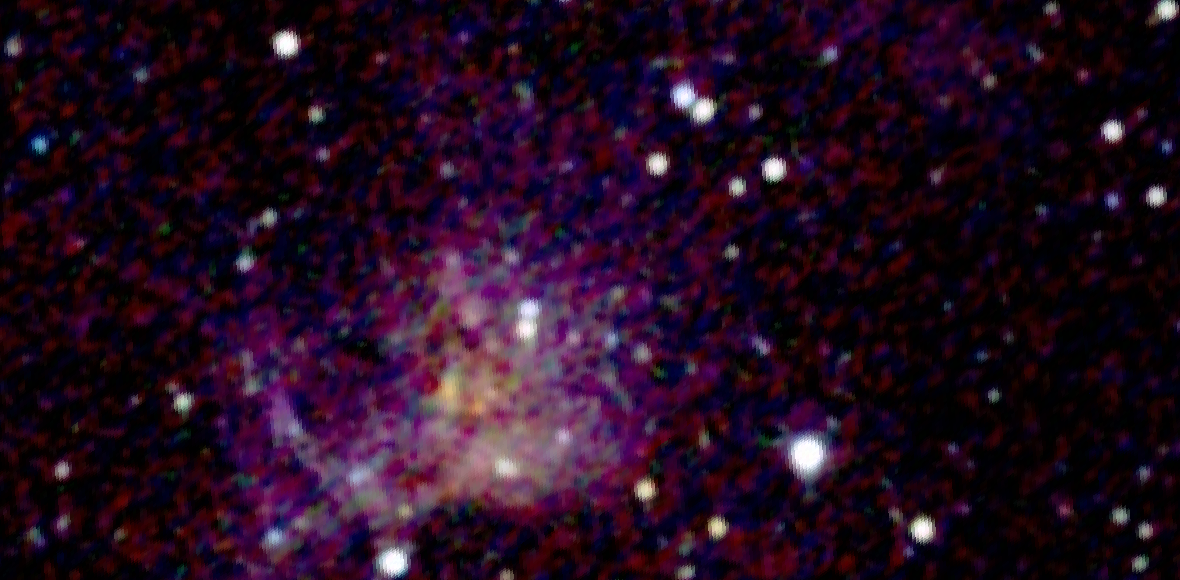
HD 269810

HD 269810 là một ngôi sao dạng O với khối lượng 130 lần khối lượng Mặt Trời trong Đám mây Magellan lớn.